# ریولی (ایتالیا)
شهر  ریولی (به ایتالیایی: Rivoli) با جمعیت ۵۰٬۱۱۵ نفر  در ناحیه پیمونت در کشور ایتالیا واقع شده‌است.